# 정훈현
정훈현(丁勳鉉, 1993년 7월 22일 ~ )은 대한민국의 바둑 기사이다.

## 약력
한종진 바둑도장에서 바둑을 배웠고, 지도 사범은 한종진九단이다. 2013년 '제5회 영일만 사랑배 전국 바둑대회'를 첫 우승으로 아마 바둑계에 모습을 드러낸 뒤 2014년 영일만 2연패, 내셔널 다승왕, 전국체육대회에서 금메달을 획득하는 등 여러 대회에서 입상을 하고 2015년 11월 6사단에 입대하게 된다. 전역 후 내셔널바둑리그에 복귀하자마자 팀을 우승시키고 2019년 제143회 일반입단대회에서 상대의 허를 찌르는 전략으로 입단에 성공하게 된다. 그 해 퓨처스 선발전을 통과하며 '화성시코리요' 팀에서 박정환九단과 한솥밥을 먹기도 했다. 2020년 2단으로 승단했다.